# 蓮池站
蓮池站（日语：／ Hasugaike eki */?）是位於宮崎縣宮崎市村角町，九州旅客鐵道（JR九州）的日豐本線車站。

## 車站構造
本站採用簡易車站模式，並不設有站房，只是在月台上的中央位置伸延出一個平台，搭建出一座附有上蓋及一張長櫈的候車亭而已，並以樓梯連接至路面。又由於每日使用人數遠遠未達至JR九州所訂立的2000人次要求，所以亦未有加設無障礙斜道的計劃。
後來因宮崎站的近距離區域引入了「SUGOCA」IC卡，因而在候車亭中央加設了一組對應IC卡出、入閘的讀卡機。不過，本站自開站以來，均未曾有裝設過近距離式售票機，亦沒有加裝可為SUGOCA增值的增值器。

### 月台
因為採用簡易車站模式，只設有一座側式月台，為列車不可交換的車站。月台以鋼架及鋼版所組成，有效長度為4輛。列車到站時，往延岡方向為左側上落；往宮崎方向為右側上落。
| 路線      | 上下行 | 方向                                     | 備註 |
| --------- | ------ | ---------------------------------------- | ---- |
| ■日豐本線 | 上行   | 佐土原、日向新富、高鍋、延岡方向         |      |
| ■日豐本線 | 下行   | 南宮崎、宮崎機場、田野、都城、西都城方向 |      |

## 歷史
- 1986年12月1日：日本國有鐵道開設蓮池臨時乘降場[1]。
- 1987年4月1日：伴隨國鐵分割民營化，車站由九州旅客鐵道（JR九州）營運。同時升級為一般車站，名為蓮池站[1]。
- 2015年11月14日：此站可以使用IC卡「SUGOCA」[2]。
- 2022年4月1日：隨宮崎綜合鐵道事業部改組，並且昇格為宮崎支社（日语：九州旅客鉄道宮崎支社），車站管理權由宮崎支社承繼[3]。

## 使用狀況
2015年度的1日平均乘車人次為196人。2016年起，因JR九州只公佈使用人數首300個車站的人數，本站因使用量未達至公佈實質人數，所以未有實際的使用人數公佈；但是，因為每天使用人數仍超越100人，所以改以補遺的方式顯示於每年度的排名榜內。
| 年度   | 1日平均 乘車人次 | 參考資料 |
| ------ | ---------------- | -------- |
| 1996年 | 188              |          |
| 1997年 | 187              |          |
| 1998年 | 186              |          |
| 1999年 | 181              |          |
| 2000年 | 150              |          |
| 2001年 | 144              |          |
| 2002年 | 138              |          |
| 2003年 | 131              |          |
| 2004年 | 127              |          |
| 2005年 | 122              |          |
| 2006年 | 136              |          |
| 2007年 | 143              |          |
| 2008年 | 144              |          |
| 2009年 | 160              |          |
| 2010年 | 173              |          |
| 2011年 | 175              |          |
| 2012年 | 167              |          |
| 2013年 | 193              |          |
| 2014年 | 192              |          |
| 2015年 | 196              |          |
| 2016年 | >100             | [ 5 ]    |
| 2017年 | >100             | [ 6 ]    |
| 2018年 | >100             | [ 7 ]    |
| 2019年 | >100             | [ 8 ]    |
| 2020年 | >100             | [ 9 ]    |
| 2021年 | >100             | [ 10 ]   |
| 2022年 | >100             | [ 11 ]   |
| 2023年 | >100             | [ 12 ]   |

## 相鄰車站
九州旅客鐵道
■日豐本線
日向住吉－蓮池－宮崎神宮

## 外部連結
- JR九州蓮池站 （页面存档备份，存于）